# Санчес Каррион, Симон Боливар
Симон Боливар Санчес Каррион (исп. Simón Bolívar Sánchez Carrión; род. 24 декабря 1971, Олмедо, Манаби, Эквадор) — эквадорский прелат и ватиканский дипломат. Титулярный архиепископ Роселлы с 15 октября 2024. Апостольский нунций в Гондурасе с 15 октября 2024.